# Raïon de Kartaly
Le raïon de Kartaly (en russe : Карталинский район, Kartalinski raïon) est une subdivision administrative de l'oblast de Tcheliabinsk, en Russie. Son centre administratif est la ville de Kartaly.

## Histoire
La création du raïon remonte au 4 novembre 1926.

## Administration
Le raïon de Kartali est découpé en 11 municipalités regroupant 48 localités.
| №  | Municipalité                       | Centre             | Nombre de localités | Population (2002) |
| -- | ---------------------------------- | ------------------ | ------------------- | ----------------- |
| 1  | Municipalité de Kartaly            | Kartaly            | -                   | 29908             |
| 2  | Municipalité de Anniénskoïé        | Anniénskoïé        | 8                   | 3420              |
| 3  | Municipalité de Barchavka          | Barchavka          | 3                   | 1650              |
| 4  | Municipalité de Vielikopietrovka   | Vielikopietrovka   | 4                   | 2313              |
| 5  | Municipalité de Ielieninka         | Ielieninka         | 3                   | 1459              |
| 6  | Municipalité de Mitchourinskïi     | Mitchourinskïi     | 5                   | 1380              |
| 7  | Municipalité de Hiépliouievka      | Hiépliouievka      | 3                   | 1524              |
| 8  | Municipalité de Poltavskpïé        | Tsentralni         | 4                   | 1890              |
| 9  | Municipalité de Sniéjni            | Sniéjni            | 3                   | 1798              |
| 10 | Municipalité de Soukhrietchienskïi | Soukhrietchienskïi | 5                   | 1613              |
| 11 | Municipalité de Ioujno-Stiepnoï    | Ioujno-Stiepnoï    | 5                   | 2283              |

## Religion
Le doyenné orthodoxe de Kartaly, dépendant de l'éparchie de Magnitogorsk, recoupe les limites du raïon.